# Kobilja Glava (Zubin Potok)
Pour les articles homonymes, voir Kobilja Glava.
Kobilja Glava en serbe latin et Kobillogllavë en albanais (en serbe cyrillique : Кобиља Глава) est une localité du Kosovo située dans la commune/municipalité de Zubin Potok/Zubin Potok, district de Mitrovicë/Kosovska Mitrovica. Selon des estimations de 2009 comptabilisées pour le recensement kosovar de 2011, elle ne compte plus aucun habitant.

## Démographie

### Évolution historique de la population dans la localité
| 1948 | 1953 | 1961 | 1971 | 1981 | 1991 | 2009 |
| ---- | ---- | ---- | ---- | ---- | ---- | ---- |
| 88   | 80   | 80   | 72   | 38   | 27   | 0    |

|  |